# جوناثان ستيوارت (لاعب كرة قدم أمريكية)
جوناثان ستيوارت (بالإنجليزية: Jonathan Stewart)‏ هو لاعب كرة قدم أمريكية أمريكي، ولد في 23 نوفمبر 1990 في ممفيس في الولايات المتحدة.

## وصلات خارجية
- جوناثان ستيوارت (لاعب كرة قدم أمريكية) على موقع مرجع كرة القدم المحترفة.كوم (الإنجليزية)